# Saurida micropectoralis
Espèce
Statut de conservation UICN

 LC 28 juin 2018 : Préoccupation mineure
Synonymes
- Saurus macropectoralis
- Saurida micropectaralis

Saurida micropectoralis est une espèce de poissons de la famille des Synodontidae.

## Systématique
L'espèce Saurida micropectoralis a été décrite pour la première fois en 1972 par les ichtyologues japonais Shigeaki Shindo et Umeyoshi Yamada (d).

## Distribution
Cette espèce se retrouve dans les océans Indien et Pacifique ouest, plus particulièrement au large du Mozambique, du Sri Lanka, de l'Indonésie, de Taïwan, des Philippines et de la Thaïlande.

## Description
Saurida micropectoralis mesure 25,0 cm en moyenne, bien que certains spécimens puissent atteindre les 38 cm.
Cette espèce se trouve principalement sur le plancher océanique au large, à des profondeurs variant généralement de 20 à 260 m.
Il s'agit d'un poisson allongé, à la mâchoire proéminente dont le ventre est clair, pratiquement blanc, et dont le dos est doré, semblables aux sédiments.

## Étymologie
Son épithète spécifique, micropectoralis, fait référence aux dimensions de sa nageoire pectorale, la plus petite parmi les espèces de son genre connues.

## Comportement

### Proies
Saurida micropectoralis chasse des crustacés et des petits poissons osseux comme ceux de la famille des Leiognathidae.

### Parasites
Saurida micropectoralis héberge divers endoparasites cestodes comme Penetrocephalus ganapattii.

## Écologie et environnement
Saurida micropectoralis se place généralement sur les sédiments des fonds, où il chasse à l'affût et capture les proies qui passent à proximité.

## Publication originale
- (en) Shigeaki Shindo et Umeyoshi Yamada, « Descriptions of three new species of the lizardfish genus Saurida, with a key to its Indo-Pacific species », Uo,‎ 1972.